# Wilson Township (comté de Pope, Arkansas)
Pour les articles homonymes, voir Wilson Township et Wilson.
Wilson Township est l'un des dix neuf townships inactifs du comté de Pope, en Arkansas, aux États-Unis,.

### Source de la traduction
- (en) Cet article est partiellement ou en totalité issu de l’article de Wikipédia en anglais intitulé « Wilson Township, Pope County, Arkansas » (voir la liste des auteurs).